# Élections régionales de 2022 en Basse-Saxe
Les élections régionales de 2022 en Basse-Saxe (en allemand : Landtagswahl in Niedersachsen 2022) se tiennent le 9 octobre 2022, afin d'élire les 135 députés de la 19e législature du Landtag, pour un mandat de cinq ans. En application de la loi électorale, 146 députés sont finalement élus.
Grâce à la popularité personnelle du ministre-président, Stephan Weil, le SPD arrive en tête malgré son impopularité au niveau fédéral. La CDU, sa partenaire depuis cinq ans, réalise son plus mauvais résultat depuis 1955, tandis que les Grünen, avec qui le SPD entend désormais s'allier, obtiennent leur meilleur score. L'AfD, victime de mauvais résultats au cours de l'année, double son score, et le FDP échoue, pour la première fois depuis 1998, à franchir le seuil électoral.
Moins d'un mois après le scrutin, Stephan Weil est réélu ministre-président et forme son troisième gouvernement, en coalition avec les écologistes.

## Contexte
Les élections régionales du 15 octobre 2017 sont convoquées avec un an d'avance, après que le ralliement d'une députée écologiste au groupe parlementaire chrétien-démocrate a fait perdre la courte majorité d'une voix dont disposait le gouvernement du ministre-président social-démocrate Stephan Weil. Au cours de ce scrutin, le Parti social-démocrate d'Allemagne (SPD) l'emporte avec 37 % des suffrages exprimés, obtenant sa première victoire électorale de l'année. Avec environ 33 % des voix, l'Union chrétienne-démocrate d'Allemagne (CDU) réalise son plus mauvais résultat en près de 50 ans. L'Alternative pour l'Allemagne (AfD), parti d'extrême droite ayant récemment fait une percée aux élections fédérales, réalise un score décevant de 6 % des suffrages exprimés.
Alors que plusieurs responsables du Parti social-démocrate et de l'Alliance 90/Les Verts (Grünen) se disent favorables à la constitution d'une « coalition en feu tricolore » avec le Parti libéral-démocrate (FDP), ce dernier s'y déclare au contraire tout à fait opposé et refuse d'ouvrir des discussions préliminaires.
Le SPD et la CDU décident alors d'engager rapidement des entretiens exploratoires, qui se révèlent concluants deux semaines après le scrutin. Les deux formations annoncent le 16 novembre être parvenues à un accord pour former une « grande coalition ». Stephan Weil est réélu six jours plus tard pour un second mandat par 104 voix favorables.
Lors d'une réunion du conseil des ministres le 5 octobre 2021, la date des élections est fixée au 9 octobre 2022.

## Mode de scrutin
Le Landtag est constitué de 135 députés (en allemand : Mitglied des Landtags, MdL), élus pour une législature de cinq ans au suffrage universel direct et suivant le scrutin proportionnel d'Hondt.
Chaque électeur dispose de deux voix : la première lui permet de voter pour un candidat de sa circonscription, selon les modalités du scrutin uninominal majoritaire à un tour, le land comptant un total de 87 circonscriptions ; la seconde voix lui permet de voter en faveur d'une liste de candidats présentée par un parti au niveau du land.
Lors du dépouillement, l'intégralité des 135 sièges est répartie à la proportionnelle des secondes voix récoltées, entre les partis ayant recueilli au moins 5 % des suffrages exprimés au niveau du land. Si un parti a remporté des mandats au scrutin uninominal, ses sièges sont d'abord pourvus par ceux-ci.
Dans le cas où un parti obtient plus de mandats au scrutin uninominal que la proportionnelle ne lui en attribue, il conserve ces mandats supplémentaires et la taille du Landtag est augmentée par des mandats complémentaires distribués aux autres partis pour rétablir une composition proportionnelle aux secondes voix.

## Campagne
La commission exécutive du Parti libéral-démocrate (FDP) investit sa tête de liste le 6 novembre 2021 lors d'une réunion à Brunswick, choisissant à l'unanimité le président du groupe parlementaire et de la fédération régionale du parti Stefan Birkner (de), déjà chef de file lors des deux scrutins précédents.
Le 25 janvier 2022, l'Alliance 90/Les Verts annonce qu'elle présentera un duo de chefs de file pour le scrutin régional, composé de la présidente du groupe parlementaire au Landtag, Julia Hamburg, et l'ex-ministre de l'Agriculture du gouvernement rouge-vert de Stephan Weil, Christian Meyer (de).
Le 11 février 2022, le bureau de l'Union chrétienne-démocrate d'Allemagne (CDU) approuve à l'unanimité la candidature de son président et ministre de l'Économie du gouvernement régional de grande coalition, Bernd Althusmann, une décision qui doit être ratifié sous cinq semaines. La conférence des délégués, réunie le 19 mars suivant, approuve l'investiture de Bernd Althusmann par 100 % des suffrages exprimés.
Le ministre-président sortant, Stephan Weil, est choisi par le Parti social-démocrate d'Allemagne (SPD) comme candidat à sa succession et à un troisième mandat consécutif le 21 mai 2022. Ce jour-là, l'assemblée régionale des délégués approuve sa candidature par 188 voix pour et aucune opposition ou abstention, soit un soutien de 100 % des suffrages exprimés.
Die Linke désigne le 11 juin 2022 Jessica Kaussen comme cheffe de file électorale, lors d'une réunion de son assemblée régionale à Hanovre. Celle-ci l'emporte par 68 voix sur 119, soit 57 % des suffrages exprimés, contre Franziska Junker, perçue comme la favorite jusqu'à la tenue du scrutin.
Lors d'une réunion à Dötlingen le 3 juillet 2022, l'Alternative pour l'Allemagne (AfD) porte son choix sur Stefan Marzischewski-Drewes pour conduire sa campagne. Le président régional du parti, Frank Rinck, avait décidé de ne pas présenter sa propre candidature. Bien qu'elle ait remporté neuf députés en 2017, l'AfD ne dispose plus de groupe parlementaire depuis 2020, à la suite des dissidences de trois de ses élus.

### Principaux partis
| Parti | Parti                                                                              | Positionnement                                                              | Chef de file                              | Résultat de 2017           |
| ----- | ---------------------------------------------------------------------------------- | --------------------------------------------------------------------------- | ----------------------------------------- | -------------------------- |
|       | Parti social-démocrate d'Allemagne Sozialdemokratische Partei Deutschlands         | Centre gauche Social-démocratie, troisième voie, progressisme               | Stephan Weil (Ministre-président)         | 36,9 % des voix 55 députés |
|       | Union chrétienne-démocrate d'Allemagne Christlich Demokratische Union Deutschlands | Centre droit à droite Démocratie chrétienne, libéral-conservatisme          | Bernd Althusmann (Ministre de l'Économie) | 33,6 % des voix 50 députés |
|       | Alliance 90/Les Verts Bündnis 90/Die Grünen                                        | Centre gauche Écologie politique, progressisme                              | Julia Hamburg et Christian Meyer (de)     | 8,7 % des voix 12 députés  |
|       | Parti libéral-démocrate Freie Demokratische Partei                                 | Centre droit à droite Libéralisme, libéralisme économique                   | Stefan Birkner (de)                       | 7,5 % des voix 11 députés  |
|       | Alternative pour l'Allemagne Alternative für Deutschland                           | Droite à extrême droite Euroscepticisme, national-conservatisme, populisme  | Stefan Marzischewski-Drewes               | 6,2 % des voix 9 députés   |
|       | Die Linke La Gauche                                                                | Extrême gauche à gauche Socialisme démocratique, anticapitalisme, populisme | Jessica Kaussen                           | 4,6 % des voix 0 député    |

### Sondages
| Institut                | Date       | CDU    | SPD    | Grünen | FDP   | Linke | AfD   |
| ----------------------- | ---------- | ------ | ------ | ------ | ----- | ----- | ----- |
| Institut                | Date       |        |        |        |       |       |       |
| Wahlkreisprognose       | 07/10/2022 | 27 %   | 35 %   | 15,5 % | 5 %   | 3 %   | 10 %  |
| Civey                   | 06/10/2022 | 27 %   | 33 %   | 17 %   | 5 %   | 4 %   | 10 %  |
| Forschungsgruppe Wahlen | 06/10/2022 | 28 %   | 33 %   | 16 %   | 5 %   | 3,5 % | 10 %  |
| INSA                    | 04/10/2022 | 28 %   | 31 %   | 16 %   | 5 %   | 4 %   | 11 %  |
| Wahlkreisprognose       | 01/10/2022 | 27 %   | 35 %   | 15,5 % | 4,5 % | 2,5 % | 11 %  |
| Forschungsgruppe Wahlen | 29/09/2022 | 27 %   | 32 %   | 16 %   | 5 %   | 4 %   | 11 %  |
| Infratest dimap         | 29/09/2022 | 30 %   | 32 %   | 16 %   | 5 %   | 3 %   | 9 %   |
| Forsa                   | 28/09/2022 | 27 %   | 31 %   | 19 %   | 5 %   | 3 %   | 9 %   |
| Infratest dimap         | 22/09/2022 | 28 %   | 32 %   | 17 %   | 5 %   | 4 %   | 9 %   |
| INSA                    | 03/09/2022 | 28 %   | 31 %   | 19 %   | 7 %   | 4 %   | 7 %   |
| Infratest dimap         | 31/08/2022 | 27 %   | 31 %   | 19 %   | 6 %   | 4 %   | 7 %   |
| Forsa                   | 30/08/2022 | 26 %   | 29 %   | 22 %   | 6 %   | 3 %   | 8 %   |
| Infratest dimap         | 06/07/2022 | 27 %   | 30 %   | 22 %   | 7 %   | 3 %   | 6 %   |
| Forsa                   | 29/06/2022 | 26 %   | 30 %   | 22 %   | 6 %   | 3 %   | 7 %   |
| INSA                    | 21/06/2022 | 29 %   | 31 %   | 17 %   | 8 %   | 4 %   | 6 %   |
| Forsa                   | 03/05/2022 | 26 %   | 33 %   | 19 %   | 7 %   | 3 %   | 6 %   |
| Forsa                   | 30/03/2022 | 25 %   | 34 %   | 17 %   | 8 %   | 3 %   | 7 %   |
| INSA                    | 23/02/2022 | 26 %   | 34 %   | 14 %   | 11 %  | 4 %   | 7 %   |
| Infratest dimap         | 19/11/2021 | 23 %   | 36 %   | 16 %   | 10 %  | 3 %   | 7 %   |
| INSA                    | 21/10/2021 | 19 %   | 39 %   | 13 %   | 12 %  | 5 %   | 7 %   |
| Allensbach              | 20/10/2021 | 26 %   | 34 %   | 15 %   | 10 %  | 4 %   | 7 %   |
| INSA                    | 11/05/2021 | 26 %   | 29 %   | 20 %   | 9 %   | 5 %   | 7 %   |
| INSA                    | 30/03/2021 | 26 %   | 30 %   | 18 %   | 9 %   | 4 %   | 7 %   |
| Allensbach              | 11/03/2021 | 33 %   | 27 %   | 20 %   | 5 %   | 5 %   | 6 %   |
| INSA                    | 08/11/2020 | 34 %   | 27 %   | 18 %   | 6 %   | 5 %   | 6 %   |
| Infratest dimap         | 15/10/2020 | 35 %   | 27 %   | 20 %   | 4 %   | 5 %   | 6 %   |
| Forsa                   | 04/06/2020 | 32 %   | 30 %   | 16 %   | 5 %   | 6 %   | 5 %   |
| Forsa                   | 11/02/2019 | 30 %   | 28 %   | 17 %   | 7 %   | 5 %   | 8 %   |
| Infratest dimap         | 22/11/2018 | 28 %   | 26 %   | 24 %   | 6 %   | 4 %   | 9 %   |
| INSA                    | 21/11/2018 | 27 %   | 26 %   | 17 %   | 10 %  | 5 %   | 12 %  |
| Forsa                   | 25/02/2018 | 33 %   | 33 %   | 10 %   | 8 %   | 6 %   | 6 %   |
|                         |            |        |        |        |       |       |       |
| Dernières élections     | 15/10/2017 | 33,6 % | 36,9 % | 8,7 %  | 7,5 % | 4,6 % | 6,2 % |

## Résultats

### Voix et sièges
|                          |                                                         |                                                         |                  |                  |                  |                  |           |       |       |        |              |               |
| Partis                   | Partis                                                  | Partis                                                  | Circonscriptions | Circonscriptions | Circonscriptions | Circonscriptions | Liste     | Liste | Liste | Liste  | Total sièges | +/−           |
| Partis                   | Partis                                                  | Partis                                                  | Votes            | %                | Sièges           | +/−              | Votes     | %     | +/−   | Sièges | Total sièges | +/−           |
|                          | Parti social-démocrate d'Allemagne (SPD)                | Parti social-démocrate d'Allemagne (SPD)                | 1 235 656        | 34,24            | 57               | 2                | 1 211 210 | 33,43 | 3,51  | 0      | 57           | 2             |
|                          | Union chrétienne-démocrate d'Allemagne (CDU)            | Union chrétienne-démocrate d'Allemagne (CDU)            | 1 147 784        | 31,81            | 27               | 5                | 1 017 106 | 28,07 | 5,56  | 20     | 47           | 3             |
|                          | Alliance 90/Les Verts (Grünen)                          | Alliance 90/Les Verts (Grünen)                          | 522 092          | 14,47            | 3                | 3                | 526 787   | 14,54 | 5,81  | 21     | 24           | 12            |
|                          | Alternative pour l'Allemagne (AfD)                      | Alternative pour l'Allemagne (AfD)                      | 321 037          | 8,90             | 0                | en stagnation    | 396 714   | 10,94 | 4,78  | 18     | 18           | 9             |
|                          | Parti libéral-démocrate (FDP)                           | Parti libéral-démocrate (FDP)                           | 160 732          | 4,45             | 0                | en stagnation    | 170 271   | 4,70  | 2,82  | 0      | 0            | 11            |
|                          | Die Linke (Linke)                                       | Die Linke (Linke)                                       | 107 378          | 2,98             | 0                | en stagnation    | 98 613    | 2,72  | 1,91  | 0      | 0            | en stagnation |
|                          | Parti de protection des animaux (Tierschutz)            | Parti de protection des animaux (Tierschutz)            | 3 495            | 0,10             | 0                | en stagnation    | 53 109    | 1,47  | 0,76  | 0      | 0            | en stagnation |
|                          | Parti des bases démocratiques d'Allemagne (dieBasis)    | Parti des bases démocratiques d'Allemagne (dieBasis)    | 45 268           | 1,25             | 0                | en stagnation    | 36 613    | 1,01  | Nv    | 0      | 0            | en stagnation |
|                          | Die PARTEI                                              | Die PARTEI                                              | 13 309           | 0,37             | 0                | en stagnation    | 34 139    | 0,94  | 0,35  | 0      | 0            | en stagnation |
|                          | Électeurs libres (FW)                                   | Électeurs libres (FW)                                   | 29 278           | 0,81             | 0                | en stagnation    | 30 450    | 0,84  | 0,45  | 0      | 0            | en stagnation |
|                          | Volt                                                    | Volt                                                    | 7 370            | 0,20             | 0                | en stagnation    | 16 659    | 0,46  | Nv    | 0      | 0            | en stagnation |
|                          | Parti des pirates (Piraten)                             | Parti des pirates (Piraten)                             | 3 292            | 0,09             | 0                | en stagnation    | 14 245    | 0,39  | 0,17  | 0      | 0            | en stagnation |
|                          | Parti pour la recherche en santé (Gesundheitsforschung) | Parti pour la recherche en santé (Gesundheitsforschung) |                  |                  | 0                | en stagnation    | 10 667    | 0,29  | Nv    | 0      | 0            | en stagnation |
|                          | Parti des humanistes (Die Humanisten)                   | Parti des humanistes (Die Humanisten)                   | 603              | 0,02             | 0                | en stagnation    | 6 533     | 0,18  | Nv    | 0      | 0            | en stagnation |
|                          | Autres                                                  | Autres                                                  | 11 294           | 0,31             |                  |                  |           |       |       |        |              |               |
|                          |                                                         |                                                         |                  |                  |                  |                  |           |       |       |        |              |               |
| Votes valides            | Votes valides                                           | Votes valides                                           | 3 608 588        | 98,67            |                  |                  | 3 623 116 | 99,06 |       |        |              |               |
| Votes blancs et nuls     | Votes blancs et nuls                                    | Votes blancs et nuls                                    | 48 843           | 1,33             | 34 315           | 0,94             |           |       |       |        |              |               |
| Total                    | Total                                                   | Total                                                   | 3 657 431        | 100              | 87               | en stagnation    | 3 657 431 | 100   | -     | 59     | 146          | 9             |
| Abstentions              | Abstentions                                             | Abstentions                                             | 2 406 661        | 39,69            |                  |                  | 2 406 661 | 39,69 |       |        |              |               |
| Inscrits / participation | Inscrits / participation                                | Inscrits / participation                                | 6 064 092        | 60,31            | 6 064 092        | 60,31            |           |       |       |        |              |               |

### Analyse
En dépit de la perte de popularité du gouvernement fédéral, dirigé par le social-démocrate Olaf Scholz, le Parti social-démocrate arrive en tête, s'appuyant sur l'estime dont bénéficie le ministre-président, Stephan Weil. Remportant 57 circonscriptions sur les 87 en jeu, les sociaux-démocrates ne pourvoient aucun siège avec leur liste de candidats, ce qui empêchent la réélection au Landtag de la ministre des Affaires sociales, Daniela Behrens, battue dans sa circonscription et en deuxième position sur la liste.
Les Verts rencontrent le succès. Ils obtiennent le meilleur score de leur histoire régionale, avec une pointe de déception étant donné qu'ils atteignaient 20 % d'intentions de vote au cours de l'été, et remportent pour la première fois trois mandats de circonscription, à Hanovre, Göttingen et Lunebourg. Ces élections sont également une réussite pour l'Alternative pour l'Allemagne, qui parvient à presque doubler son résultat de 2017, alors que des tensions internes suivies de dissidences lui avaient fait perdre son statut de groupe parlementaire et que les précédents scrutins tenus en 2022 avaient apporté des résultats décevants,.
À l'inverse, l'Union chrétienne-démocrate pâtit de la campagne de son chef de file, Bernd Althusmann, dirigée contre la coalition au pouvoir au niveau fédéral et réalise son plus mauvais résultat depuis 1955. Plusieurs ministres sortants sont battus au scrutin uninominal, mais conservent leur mandat grâce à la liste régionale. Le résultat du Parti libéral-démocrate est encore plus décevant, puisque pour la première fois depuis 1998, il se trouve exclu du Landtag, faute d'avoir franchi le seuil électoral des 5 % des suffrages exprimés,.

#### Sociologique
| Catégorie                      | SPD  | CDU  | Grünen | AfD  | FDP  |
| ------------------------------ | ---- | ---- | ------ | ---- | ---- |
| Catégorie                      |      |      |        |      |      |
| Sexe                           |      |      |        |      |      |
| Hommes                         | 32 % | 28 % | 14 %   | 13 % | 5 %  |
| Femmes                         | 35 % | 27 % | 16 %   | 9 %  | 4 %  |
| Âge                            |      |      |        |      |      |
| Moins de 30 ans                | 22 % | 19 % | 20 %   | 10 % | 10 % |
| 30-44 ans                      | 24 % | 24 % | 16 %   | 17 % | 5 %  |
| 45-59 ans                      | 33 % | 28 % | 15 %   | 13 % | 5 %  |
| Plus de 60 ans                 | 43 % | 33 % | 12 %   | 6 %  | 3 %  |
| Statut                         |      |      |        |      |      |
| Ouvrier                        | 37 % | 25 % | 9 %    | 17 % | 4 %  |
| Employé                        | 35 % | 26 % | 17 %   | 9 %  | 5 %  |
| Fonctionnaire                  | 36 % | 29 % | 20 %   | 5 %  | 5 %  |
| Indépendant                    | 22 % | 37 % | 16 %   | 10 % | 7 %  |
| Études                         |      |      |        |      |      |
| Hauptschulabschluss            | 46 % | 30 % | 6 %    | 10 % | 3 %  |
| Mittlere Reife                 | 33 % | 30 % | 9 %    | 15 % | 4 %  |
| Abitur (baccalauréat)          | 28 % | 26 % | 19 %   | 11 % | 6 %  |
| Hochschulabschluss (supérieur) | 28 % | 25 % | 27 %   | 6 %  | 5 %  |

### Conséquences
Le président régional de la CDU, Bernd Althusmann, démissionne de ses fonctions, tandis que son président de groupe parlementaire remet ses fonctions à disposition de la direction du parti. L'ensemble du comité directeur du FDP, à commencer par son président depuis plus de dix ans, Stefan Birkner, fait de même.
Dès le lendemain du scrutin, le SPD et les Grünen dit vouloir ouvrir des discussions exploratoires afin d'envisager un gouvernement conjoint. Après deux semaines d'entretiens préliminaires, les deux partis ouvrent le 26 octobre des négociations de coalition. À peine cinq jours plus tard, le Parti social-démocrate et Les Verts annoncent le succès de leurs échanges et avoir conclu un pacte de coalition.
Après que leurs congrès respectifs ont ratifié l'accord, les directions du SPD et des Grünen le signent formellement le 7 novembre. Le lendemain, Stephan Weil est réélu ministre-président par le Landtag pour un troisième mandat, par 82 voix pour et 63 contre, un député étant absent, recevant une voix de plus que le total de sa coalition. Il forme ainsi son troisième gouvernement.